# Chaetogramma maculatum
Chaetogramma maculatum är en stekelart som beskrevs av Hayat 1981. Chaetogramma maculatum ingår i släktet Chaetogramma och familjen hårstrimsteklar. Inga underarter finns listade i Catalogue of Life.